# Pak Mun-dammen

Pak Mun-dammen är en kraftverksdamm 5,5 km väster om sammanflödet av floderna Mun och Mekong i Khong Chiam-distriktet, provinsen Ubon Ratchathani, i norra Thailand. Den hade byggstart på 1990-talet och stod 1994 klar för generering av elkraft. Dammen har varit kontroversiell på grund av sin effekter på lokalbefolkningen och miljön, då dessa skulle drabbas negativt av ett stort dammprojekt. Pak Mun-projektet beräknades till en kostnad på ca 155 miljoner dollar, men dammens slutkostnad blev 264 miljoner dollar.

## Miljöpåverkan
Projektet har kritiserats för negativa effekter på fisket i Mun River, otillräckliga ersättningar till berörda bybor och underlåtenhet att producera den beräknade effekten. Dammens omedelbara påverkan var att översvämma 117 kvadratkilometer mark och fördriva familjer. Den ursprungliga planen uppskattade att förflyttningen skulle beröra 262 familjer. Till slut förflyttades 912 familjer och 780 hushåll förlorade hela eller en del av sin mark. Protester har genomförts vid dammen och utanför regeringsbyggnaden i Bangkok och kritiker har krävt att dammen omedelbart ska rivas.
Som svar på protesterna öppnade regeringen tillfälligt dammluckorna i juni 2001. Därefter rekommenderade en studie av Ubon Ratchathani University att luckorna skulle hållas öppna i ytterligare fem år, och en studie av Living River Siam rekommenderade att dammen skulle avvecklas. Istället beslutade den thailändska regeringen att stänga dammluckorna i åtta månader varje år från november 2002.